# Slagorden ved Operation Ironclad
Slagorden ved Operation Ironclad er en liste over de deltagende enheder under Slaget om Madagaskar,
5. maj 1942 – 6. november 1942.

## De allierede styrker
Under ledelse af generalmajor Robert Sturges.

### Allierede landstyrker
Første bølge
- 29th Infantry Brigade (29. infanteribrigade) – ledet af Francis Festing
  - 2nd South Lancashire Regiment
  - 2nd East Lancashire Regiment
  - 1st Royal Scots Fusiliers
  - 2nd Royal Welch Fusiliers
  - 455th Light Battery (Royal Artillery) (455. lette batteri)
  - 236th Royal Engineer Company (236. kongelige ingeniørkompagni)
  - Et kompagni maskingeværer
  - 6 mellemstore tanke
  - 6 lette kampvogne af typen Tetrarch

Anden bølge
- 17th Infantry Brigade Group (fra 5th Division) – ledet af brigadegeneral Gerald Tarleton
  - 2nd Royal Scots Fusiliers
  - 2nd Northamptonshire Regiment
  - 6th Seaforth Highlanders
  - 9th Field Regiment (Royal Artillery) (9. feltregiment)
  - Commando No. 5
  - 38 Company Royal Engineers
  - Tank regiment (6 medium and 6 light tanks)

Tredje bølge (6. maj)
- British 13th Infantry Brigade (fra 5th Division):
  - 2nd Cameronians
  - 2nd Royal Inniskilling Fusiliers
  - 2nd Wiltshire Regiment

### Allierede flådestyrker
Force H – ledet af admiral Edward Neville Syfret
- Et slagskib:
  - HMS Ramillies

- To hangarskibe:
  - HMS Illustrious med 41 fly
  - HMS Indomitable med 42 fly

- To krydsere:
  - HMS Hermione
  - HMS Devonshire

- 11 destroyerer:
  - HMS Active
  - HMS Anthony
  - HMS Duncan
  - HMS Inconstant
  - HMS Javelin
  - HMS Laforey
  - HMS Lightning
  - HMS Lookout
  - HMAS Nizam
  - HMAS Norman
  - HMS Pakenham
  - HMS Paladin
  - HMS Panther

- Otte korvetter:
  - HMS Freesia
  - HMS Auricula
  - HMS Nigella
  - HMS Fritillary
  - HMS Genista
  - HMS Cyclamen
  - HMS Thyme
  - HMS Jasmine

- Fire minestrygere:
  - HMS Cromer
  - HMS Poole
  - HMS Romney
  - HMS Cromarty

- Fem handelsfartøjer:
  - HMS Winchester Castle
  - HMS Royal Ulsterman
  - HMS Keren
  - HMS Karanja
  - HMS Sobieksi

- To særlige fartøjer:
  - HMS Derwentdale (passende til tanks og køjetøjer)
  - HMS Bachaquero (passende til tanks)

- Tre troppetransportskibe:
  - HMS Oronsay
  - HMS Duchess of Atholl
  - HMS Franconia

- Et hospitalsskib:
  - HMS Atlantis

- Seks fragtskibe:
  - HMS Empire Kingsley
  - HMS Thalatta
  - HMS Mahout
  - HMS City of Hong Kong
  - HMS Mairnbank
  - HMS Martand

### Allierede luftstyrker
- Om bord på hangarskibet HMS Illustrious:
  - Fighting Squadron 881 med 12 Grumman Martlett III
  - Fighting Squadron 882 med otte Grumman Martlett III og en Fairey Fulmar NFI
  - Fighting Squadron 810 og 829 med 20 Fairey Swordfish torpedofly

- Om bord på hangarskibet HMS Indomitable:
  - Fighting Squadron 800 med otte Fairey Fulmar
  - Fighting Squadron 806 med fire Fairey Fulmar
  - Fighting Squadron 880 med seks Hawker Sea Hurricane
  - Fighting Squadron 827 og 831 med 24 Fairey Albacore torpedofly

## Vichy-franske styrker
De Vichy-franske styrker på Madagaskar var på omkring 8000 mand, inklusiv omkring 6000 madagaskere og senegalesere.
Det franske garnison i Diego Suarez havde omkring 4000 mand, inklusiv 800 europære.
Flådeforsvaret var let og luftforsvaret var forældet. Det bestod af:
- Otte kystbatterier
- Fem ubåde, herunder: Béveziers (Q179), Héros (Q170) og Monge (Q144) af klassen Le Redoutable fra 1931
- En aviso: D'Entrecasteaux
- To armerede handelsskibe
- To sloop, herunder Bougainville
- 17 jager af typen Morane-Saulnier 406
- Seks bombefly af typen Potez 63.11
- Nogle Potez 25TOE rekognoscerings- og bombefly og nogle Potez 29 til medicinsk evakuering.

Slagorden i juli 1942
- Vestkysten
  - To dele af reservister og frivillige i Nossi-Be
  - To kompagnier fra det 1. regiment blandede madagaskiske i Ambanja
  - Et bataljon fra det 1. regiment blandede madagaskiske i Majunga

- Østkysten
  - Et kompagni fra det 1. regiment blandede madagaskiske i Tamatave
- En del af artilleri (65 mm) i Tananarive (Antananarivo)
  - Et kompagni fra det 1. regiment blandede madagaskiske i Brickaville

- Midten af øen
  - Tre bataljoner fra 1. regiment fælles Madagaskar i Tananarive (Antananarivo)
  - En motoriseret rekognoscering udstationering i Tananarive (Antananarivo)
  - Batteriet fra Emyrne i Tananarive (Antananarivo)
  - En del af artilleri (65 mm) i Tananarive (Antananarivo)
  - Et ingeniørkompagni i Tananarive (Antananarivo)
  - Et kompagni fra det 1. regiment blandede madagaskiske i Maevatanana
  - Et BTM kompagni ved Fianarantsoa

- Sydlige af øen
  - Et BTM kompagni ved Fort Dauphin
  - Et BTM kompagni ved Tuléar

### Japan
- Ubåden I-10 (med rekognoscerings-fly)
- Ubåden I-16
- Ubåden I-18
- Ubåden I-20
- Dværgubåden M-16b
- Dværgubåden M-20b

## Tab

### Vichy-franske
- 150 dræbt
- 500 såret

Disse franske skibe blev sænket i en havn:
- Handelsfartøjet Bougainville
- Ubåden Bévéziers
- Sloopen Entrecasteaux gik på grund
- Ubådene Le Héros og Monge furent coulés au large.

Alle fly blev ødelagt på en flyveplads, herunder:
- 18 Morane-Saulnier 406
- Seks Potez 63.11

Disse kampe førte til at piloten Jean Assolant blev dræbt. Det var ham der oprettede den første luftforbindelse mellem Madagaskar og fastlandet.
Af 1200 franske fanger, sluttede 900 sig til de Frie franske styrker

### Japanske
- Ubåden I-18 blev beskadiget på højsøen og ankom senere
- Dværgubåden M-16b forsvandt på havet
- Dværgubåden M-20bs besætning gik i land og blev dræbt i ildkamp mod Royal Marines

### Allierede
Tab i alt: 
- 620 mænd i total (med døde af sygdom) hvoraf:
  - 107 dræbt (30 dræbt i kamp på øen)
  - 280 såret (90 såret i kamp på øen)